# John James Rickard MacLeod
John James Rickard Macleod (n. 6 septembrie 1876, Clunie⁠(d), Perth and Kinross, Scoția, Regatul Unit al Marii Britanii și Irlandei – d. 16 martie 1935, Aberdeen, Scoția, Regatul Unit) a fost medic și fiziolog scoțian, laureat al Premiului Nobel pentru Fiziologie sau Medicină pe anul 1923.

## Biografie
Născut în 1876, în satul scoțian Clunie (Cluny), (lângă Dunkeld, Perthshire), ca fiu al reverendului Robert Macleod, după mutarea familiei la Aberdeen, John Macleod frecventează, în acest oraș, școala gimnazială The Grammar School, ca apoi să studieze Medicina la Marischal College of the University of Aberdeen.
În 1898, obține doctoratul cu un rezultat foarte bun, fiind onorat cu Anderson Travelling Fellowship, distincție care îi permitea să lucreze pentru un an la Institutul de Fiziologie de la Universitatea din Leipzig.

## Contribuții
Cea mai cunoscută realizare a sa o constituie studiul asupra metabolismului carbohidraților, realizat în colaborare cu Frederick Banting, pentru care celor doi oameni de știință li s-a conferit Premiul Nobel pentru Fiziologie sau Medicină pe anul 1923.